# Károly Lakat

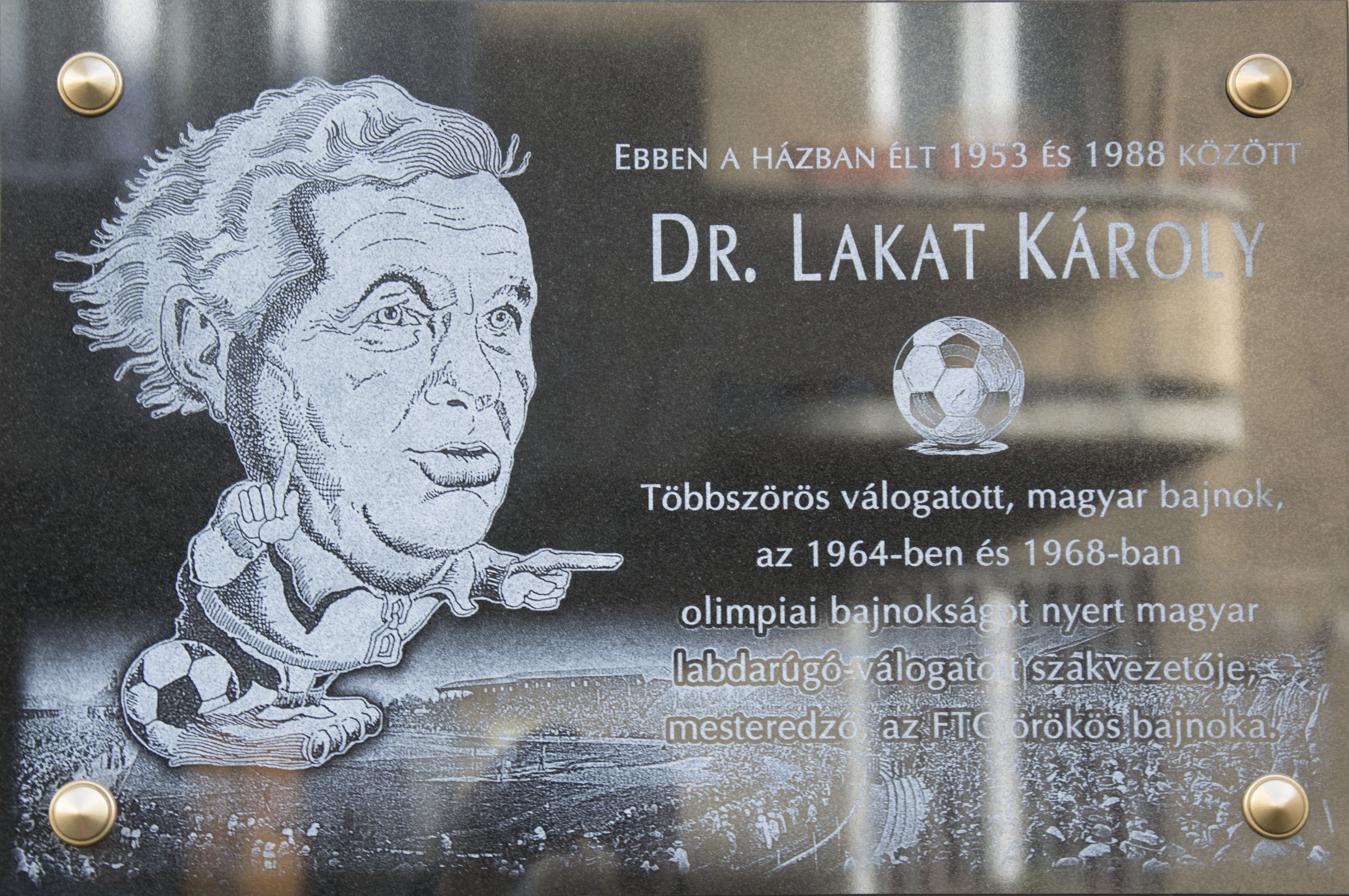
Placa comemorativa e de homenagem em Budapeste

Károly Lakat (Győr, 27 de novembro de 1920 - 3 de dezembro de 1988) foi um futebolista e treinador húngaro que atuava como meia.

## Carreira
Károly Lakat comandou a Seleção Húngara de Futebol nas Olimpíadas de 1964 e 1968, com dois ouros olímpicos.